# أورنج تونس
أورنج تونس (بالفرنسية: Orange Tunisie) هو المشغل الخاص الثاني للاتصالات الذي حصل على ترخيص لاستغلال شبكة الهواتف المحمولة في تونس، و شبكة الإنترنت. وهو أيضا المشغل الأول من حيث ترخيص تشغيل شبكة الجيل الثالث للهواتف المحمولة وشبكة الهاتف الثابت، كاسراً بهذه الشبكة الأخيرة احتكار اتصالات تونس. تأسست هذه الشركة في أكتوبر 2009 إثر تحالف بين شركة الاتصالات العالمية أورنج وشركة تونسية (التابعة لمجموعة المبروك).

## مواضيع ذات علاقة
- قائمة الشبكات الخلوية في الوطن العربي.

## وصلات خارجية
- الموقع الرسمي لأورنج تونس. (بالفرنسية)